# Tre danzatrici
Tre danzatrici è un dipinto a pastello realizzato nel 1900 circa dal pittore francese Edgar Degas.
È conservato nel Narodni Muzej di Belgrado.